# Hugo Abramson
Hugo Abramson, född 28 oktober 1897 i Grava församling i Värmlands län, död 5 augusti 1980 i Eskilstuna Klosters församling i Södermanlands län, var en svensk ingenjör.

## Biografi
Abramson avlade studentexamen vid Högre realläroverket å Norrmalm i Stockholm 1916 och civilingenjörsexamen vid Kungliga Tekniska högskolan i Stockholm 1922, varefter han 1922–1923 hade olika anställningar i USA, bland annat vid Ford Motor Company i Detroit. Han tjänstgjorde 1924–1925 vid Bergsunds Mekaniska Verkstad och 1925–1938 vid AGA, först som konstruktör och sedan som chef för experimentverkstaden. Från 1938 tjänstgjorde han vid AB C.E. Johansson i Eskilstuna, först som avdelningschef och senare som utvecklingschef.
Abramson utvecklade granatgeväret Carl-Gustaf tillsammans med arméofficeren Harald Jentzen och ingenjören Sigfrid Akselson.
Hugo Abramson invaldes 1952 som ledamot av Kungliga Krigsvetenskapsakademien.